# Auguste Caby
Auguste Caby (ur. 15 marca 1892 w Lille, zm. 15 lutego 1915 w Beauséjour) – francuski pływak z początków XX wieku, uczestnik igrzysk olimpijskich.
Caby reprezentował Republikę Francuską podczas V Letnich Igrzyskach Olimpijskich w 1912 roku w Sztokholmie, gdzie wystartował w jednej z konkurencji pływackich. W rywalizacji na dystansie 1500 metrów stylem dowolnym wystartował w drugim wyścigu eliminacyjnym. Wyścigu nie ukończył.
Reprezentował barwy klubu PN Lille.
Zginął podczas I wojny światowej w walkach w rejonie Marny.